# Elysium – Zárt világ
Az Elysium – Zárt világ (eredeti cím: Elysium) 2013-ban bemutatott dél-afrikai–amerikai sci-fi-film Neill Blomkamp rendezésében.

## Cselekmény
|  | Alább a cselekmény részletei következnek! |

2154-ben az Elysiumon, a Föld körül keringő űrállomáson a gazdagok luxuskörülmények között élnek, orvosi technológiájuknak köszönhetően bármilyen betegség és trauma gyógyítására képesek. A túlnépesedett bolygón eközben a szegények milliói elképesztő nyomorban és betegen tengetik az életüket. A kiváltságosok gondosan és szigorúan védik az előjogaikat. A mesterséges holdra az illegális bevándorlást törvény tiltja, de ha kell, erőszakot is bevetnek az engedély nélküli beutazók ellen.
A szegények közé tartozik Max is (Matt Damon), aki korábban bűnöző volt, de próbál megjavulni. Néha így is konfliktusba kerül a rendvédelmi robotokkal. Egy gyárban dolgozik becsülettel, ám egy napon halálos dózisú sugárzás éri a munkahelyén. A diagnózist felállító robot szerint Maxnek öt napja van hátra, csak az Elysiumon remélhet gyógyulást, amiért bármire hajlandó.
Spider (Wagner Moura) megbízza egy veszélyes munkával, cserébe kaphat egy jegyet a kiváltságosok tökéletes világába. Azt azonban a férfi nem sejti, hogy a célszemély különösen fontos Elysium védelmi minisztere, Delacourt (Jodie Foster) számára. Az asszony a Földön állomásozó egyik titkosügynökét, Krugert (Sharlto Copley) és kiválóan felszerelt különítményét küldi harcba Max ellen.
|  | Itt a vége a cselekmény részletezésének! |

## Szereplők
| Szerep                      | Színész            | Magyar hang   |
| --------------------------- | ------------------ | ------------- |
| Max Da Costa                | Matt Damon         | Stohl András  |
| Delacourt védelmi miniszter | Jodie Foster       | Kubik Anna    |
| Frey Santiago               | Alice Braga        | Pálfi Kata    |
| M. Krueger ügynök           | Sharlto Copley     | Epres Attila  |
| Julio                       | Diego Luna         | Fehér Tibor   |
| Spider                      | Wagner Moura       | Nagypál Gábor |
| John Carlyle                | William Fichtner   | Mertz Tibor   |
| Drake                       | Brandon Auret      | Király Attila |
| Crowe                       | Josh Blacker       | Géczi Zoltán  |
| Patel elnök                 | Faran Tahir        | Kardos Róbert |
| Matilda Santiago            | Emma Tremblay      | Koller Virág  |
| Sandro                      | ose Pablo Cantillo | Varju Kálmán  |
| Manuel                      | Adrian Holmes      | Sarádi Zsolt  |